# Hands to Myself
„Hands to Myself” este un cântec Dance-pop al interpretei americane Selena Gomez. Acesta a fost inclus pe cel de-al doilea material discografic de studio al solistei, Revival. „Hands to Myself” a fost lansat ca cel de-al treilea extras pe single al albumului în Statele Unite ale Americii la data de 26 ianuarie 2016.